# Elledì Carmagnola
L'Associazione Sportiva Dilettantistica Elledì Carmagnola è una società italiana di Calcio a 5 con sede a Carmagnola.

## Storia

### Le origini
La società, fondata nel 2000 come "Grafica Elledì Carmagnola", nei primi cinque anni della propria storia disputa i tornei amatoriali, vincendo il campionato regionale MSP 2000-01 e il girone di merito del campionato regionale MSP nel 2004-05. I buoni risultati convincono il presidente Dario Lamberti ad affiliare la società alla FIGC, prendendo parte per la prima volta a un campionato federale nella stagione 2005-06. Tre anni più tardi la squadra vince il proprio girone di Serie D e la Coppa di categoria. La promozione viene bissata anche l'anno successivo attraverso la vittoria dei play-off di Serie C2. Durante l'estate del 2009 la società assume la denominazione "Elledì Carmagnola"; all'esordio nella massima competizione regionale la squadra sfiora la terza promozione consecutiva, perdendo lo scontro diretto contro il CRD Torino all'ultima giornata di campionato. Il salto di categoria è rimandato tuttavia di una sola stagione: nel 2010-11 i gialloneri vincono il campionato e si aggiudicano inoltre la Coppa Italia regionale vincendo la Final Four di Sauze d'Oulx.

### La fusione con il CRD Torino
Nell'estate del 2011 Nicola Sergio, presidente del CRD Torino, e Dario Lamberti, presidente dell'Elledì Carmagnola annunciano la fusione delle due società: nasce il "CLD Caramgola C5". Nella creazione del nuovo logo che riporta i colori gialloneri (Elledì) e biancoblu (CRD) viene inserito lo storico lupo (CRD). La prima squadra viene affidata a Gotta. Nasce inoltre la scuola calcio a 5. All'esordio in Serie B la prima squadra chiude la stagione al quinto posto, qualificandosi ai play-off dove viene eliminata dal Lecco. Nella stagione seguente la gestione tecnica è affidata a Lino Gomes, il quale aveva vinto in precedenza con l'Aosta tre campionati di Serie B, due scudetti consecutivi con l'Under 18 e uno con l'Under 21. La squadra risulta imbattuta nel campionato di serie B e raggiunge la promozione con solo vittorie tranne tre pareggi. Inoltre partecipa alle fasi finali di Coppa Italia e si aggiudica la Coppa disciplina. La stagione 2013-14 vede la prima partecipazione alla Serie A2. La squadra gioca le partite interne al Palasport di Caramagna Piemonte, dato in gestione alla società carmagnolese. Viene inoltre avviata la scuola calcio. Al termine della stagione, la squadra chiude al settimo posto in classifica, a tre punti dalla zona playoff. Capocannoniere della squadra è Ricardo Zanella, con 19 reti realizzate. Nella stagione 2014-15, la CLD chiude la regular season al penultimo posto con 19 punti. Nel primo turno di play-out contro i veneti del Gruppo Fassina, i gialloneri pareggiano 3-3 nell'andata a Caramagna e perdono 4-1 nel ritorno in provincia di Treviso. Nel secondo ed ultimo turno di play-out, nella gara di andata a Matera la Cld sconfigge la Libertas Eraclea per 2-6. Nel ritorno giocatosi il 16 maggio in casa, i padroni di casa s'impongono per 8-4 conquistando la permanenza in Serie A2. Nel 2015-16 la squadra giunge 10ª nel girone A di Serie A2, retrocedendo in Serie B dopo i play-out contro l'Aosta. Nella stagione 2016-17 la panchina è affidata a Tiziano Maccioni: dopo aver trascorso buona parte della stagione in testa al girone A, nel finale di stagione i gialloneri accusano un calo che consente a Sestu e L84 si sopravvanzarli in classifica.

### Il ritorno alle origini
Dopo cinque campionati giocati a Caramagna Piemonte, nell'estate del 2017 la società annuncia il ritorno a Carmagnola; la società torna perciò a chiamarsi "Elledì Carmagnola" mentre Dario Lamberti, è rieletto presidente.

## Partecipazione ai campionati
| Livello | Categoria | Partecipazioni | Debutto   | Ultima stagione |
| ------- | --------- | -------------- | --------- | --------------- |
| 2º      | Serie A2  | 3              | 2013-2014 | 2015-2016       |
| 3º      | Serie B   | 6              | 2011-2012 | 2019-2020       |
| 4º      | Serie C1  | 2              | 2009-2010 | 2010-2011       |
| 5º      | Serie C2  | 1              | 2008-2009 | 2008-2009       |
| 6º      | Serie D   | 3              | 2005-2006 | 2007-2008       |

## Logo

(2011-2017)
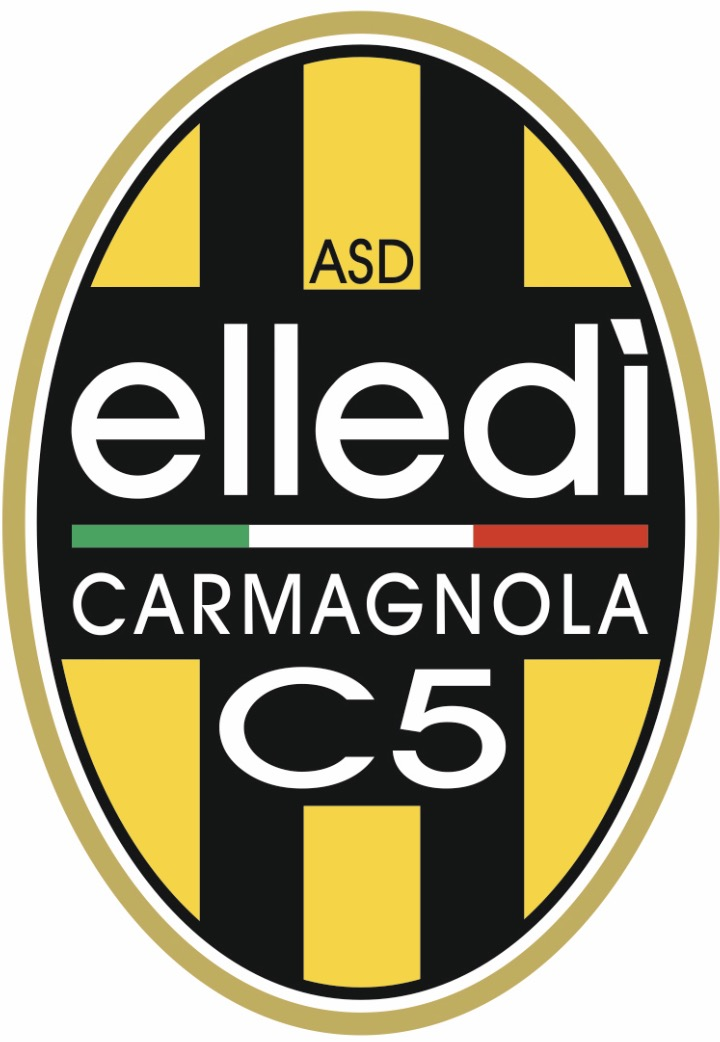
Logo attuale

## Organigramma societario
- Presidente: Dario Lamberti
- Vice presidente: Alessandro Mastrototaro
- Direttore Generale: Davide Ricardi
- Segretaria: Marilena Pasero
- Vice-Segretario: Germano Gaido
- Responsabile Ufficio stampa e comunicazione: Danilo Lusso
- Dirigente Accompagnatore: Marco Osella
- Allenatore Prima Squadra: Tiziano Maccioni
- Allenatore Under-21 e responsabile Settore Giovanile: Francesco Giuliano
- Preparatore Atletico: Mauro Stassio;
- Preparatore dei Portieri: Franco Celano
- Massaggiatore: Mario Sciarpa
- Medici: Igor e Marina Mitu
- Custode: Corrado Cultrera

## Rosa 2015-2016
| N° | Naz.               | Ruolo | Sportivo            | Anno     |  |  |
| -- | ------------------ | ----- | ------------------- | -------- |  |  |
| 1  | Brasile (bandiera) | POR   | Bruno Mastrogiacomo | 05.05.90 |  |  |
| 12 | Italia (bandiera)  | POR   | Luca Cafagna        | --.--.98 |  |  |
| 4  | Italia (bandiera)  | UNI   | Francesco Giuliano  | 05.04.89 |  |  |
| 14 | Brasile (bandiera) | UNI   | Lino Gomes          | 21.10.74 |  |  |
| 8  | Italia (bandiera)  | LAT   | Emanuele Silvestri  | 14.12.93 |  |  |
| 5  | Brasile (bandiera) | DIF   | Nathan Barcellos    | 06.02.90 |  |  |
| 7  | Brasile (bandiera) | LAT   | Douglas Poltronieri | 04.09.87 |  |  |
| 9  | Brasile (bandiera) | UNI   | Thomas Egea         | 19.05.89 |  |  |
| 10 | Brasile (bandiera) | PIV   | César Turello       | 15.01.90 |  |  |
| 11 | Italia (bandiera)  | PIV   | Manuel Solavagione  | 27.09.97 |  |  |